# منى حسين (ممثلة)
منى حسين (28 يناير 1984  -)، ممثلة مصرية تعيش في الكويت ، وتحسب على الفن في دول الخليج.

## عن حياتها
كانت بداية دخولها المجال الفني بدور صغير في مسلسل تو النهار الذي انتج وعرض بنهاية عام 2010 واستمرت بالعمل الفني بأدوار صغيرة حتى وصلت إلى أدوار أكبر شيئاً فشيء وانطلقتها الاحترافية بعام 2013 حين شاركت في مسلسل إلين اليوم بمشاركتها أحد أدوار البطولة للفنانة إلهام الفضالة وشفيقة يوسف.

## أعمالها

### من المسلسلات
| سنه الإنتاج | اسم المسلسل             | بمشاركة |
| ----------- | ----------------------- | --- |
| 2010        | تو النهار               | جاسم النبهان، محمد الرشيد، طيف، فاطمة الحوسني، عبد الله بوشهري، صمود، شهد                                                               |
| 2011        | الملكة                  | مريم الصالح، هدى حسين، انتصار الشراح، محمد جابر، طيف، محمود بوشهري، عبد الله بوشهري                                                     |
| 2011        | لهفة الخاطر             | إبراهيم الصلال، صلاح الملا، فاطمة الحوسني، عبد الله التركماني، هبة الدري، هيا عبد السلام                                                |
| 2012        | غريب الدار              | سعاد عبد الله، إبراهيم الحربي، سليمان الياسين، عبير الجندي، يعقوب عبد الله، شيماء علي، مرام                                             |
| 2012        | مجموعة إنسان            | سعد الفرج، انتصار الشراح، أحمد السلمان، فخرية خميس، حسن البلام، عبير أحمد، شجون الهاجري                                                 |
| 2012        | حلفت عمري               | مريم الصالح، هدى حسين، غازي حسين، حسين المنصور، منى شداد، عبد الله عبد العزيز                                                           |
| 2012        | خادمة القوم             | هدى حسين، جاسم النبهان، إبراهيم الحربي، عبير الجندي، حسن البلام، منى شداد                                                               |
| 2012        | امرأة تبحث عن المغفرة   | زهرة عرفات، غانم السليطي، إبراهيم الحربي، لمياء طارق، مروة محمد                                                                         |
| 2012        | عيني عينك 5 - برنامج    | مجموعة من الممثلين |
| 2012        | بنات الجامعة            | عبد الإمام عبد الله، لطيفة المجرن، عبد الله بوشهري، شهد، أبرار سبت، شيلاء سبت، محمد صفر                                                 |
| 2012        | واي فاي - برنامج كوميدي | داوود حسين، حبيب الحبيب، نورة العميري، أسعد الزهراني                                                                                    |
| 2013        | توالي الليل             | سعد الفرج، أسمهان توفيق، نور، هبة الدري، عبير الجندي، حمد العماني، صمود                                                                 |
| 2013        | سوق الحريم              | سعاد علي، هيا الشعيبي، إلهام الفضالة، فخرية خميس، محمد جابر                                                                             |
| 2013        | إلين اليوم              | إبراهيم الحربي، إلهام الفضالة، خالد أمين، شفيقة يوسف، هيا عبد السلام، حلا                                                               |
| 2014        | العافور                 | عبد الحسين عبد الرضا، هيا الشعيبي، إلهام الفضالة، حسن البلام، ميس كمر، أحمد السلمان، جمال الردهان، أحمد العونان، علي كاكولي، مي البلوشي |
| 2016        | البيت الكبير            | حسن عسيري، ديما بياعة، مريم حسين، فيصل العمري                                                                                           |
| 2019        | أنا عندي نص             | سعاد عبدالله، شجون الهاجري، سلمى سالم، هدى الخطيب                                                                                       |
| 2020        | محمد علي رود            | جاسم النبهان ، محمد المنصور ، سعد الفرج ، حسين المهدي ، عبدالله بهمن ، فاطمة الحوسني ، بثينة الرئيسي                                    |
| 2023        | الصفقة                  | روان الصايغ، جاسم النبهان، محمد المنصور، حسين المهدي، هدى الخطيب , ريان دشتي , عبدالله بهمن، مريم الصالح                                |

### من المسرحيات
| سنه الإنتاج | اسم المسرحية | بمشاركة                                                                    |
| ----------- | ------------ | -------------------------------------------------------------------------- |
| 2012        | محبوبه       | فهد البناي، حلا الترك، نورة العميري، هنادي الكندري، يوسف البلوشي، محمد صفر |
| 2014        | الياخور      | حسن البلام، جمال الردهان، مشاري البلام، ميس كمر                            |
| 2015        | مر يا حلو    | حسن البلام، مشاري البلام، ميس كمر، فهد البناي، محمد الرمضان، فوز الشطي     |
| 2016        | الحكم لكم    | حسن البلام، مشاري البلام، أحمد العونان، زهرة عرفات، محمد الرمضان           |
| 2018        | عنبر 9       | أحمد الفرج، فيصل بوغازي، مبارك المانع، سلطان الفرج، مي البلوشي، منى حسين   |

## الجوائز
- 2012:  الكويت - جائزة أفضل ممثلة واعدة مناصفة من «مهرجان المميزون في رمضان».[4]

## روابط خارجية
- منى حسين على موقع قاعدة بيانات الأفلام العربية
- منى حسين على موقع imdb